# Паласиос, Эсекиэль
Эсекиэ́ль Алеха́ндро Пала́сиос (исп. Exequiel Alejandro Palacios, испанское произношение: [ekseˈkjel paˈla.sjos]; род. 5 октября 1998, Фамаилья, Тукуман) — аргентинский футболист, полузащитник клуба «Байер 04» и сборной Аргентины. Чемпион мира 2022 года.

## Клубная карьера
Паласиос — воспитанник футбольной академии «Ривер Плейт». В 2015 году он был включён в заявку основной команды. 8 ноября в матче против «Ньюэллс Олд Бойз» Эсекиэль дебютировал в аргентинской Примере, заменив во втором тайме Лаутаро Арельяно. 9 апреля 2018 года в поединке против «Расинга» из Авельянеды Эсекиэль забил свой первый гол за «Ривер Плейт».
16 декабря 2019 года Паласионс перешёл в немецкий «Байер 04». Контракт с игроком подписан на 5,5 лет. 23 февраля в матче против «Аугсбурга» он дебютировал в немецкой Бунеслиге. 23 апреля 2022 года в поединке против «Гройтер Фюрт» Эсекиэль забил свой первый гол за «Байер 04». 

## Международная карьера
В 2015 году Паласиос принял участие в юношеском чемпионате Южной Америки в Парагвае. На турнире он сыграл в матчах против команд Боливии, Чили, Парагвая, Колумбии, Эквадора и дважды Уругвая.
В том же году Эсекиэль принял участие в юношеском чемпионате мира в Чили. На турнире он сыграл в матчах против команд Германии, Мексики и Австралии.
В 2017 году Паласиос принял участие в молодёжном чемпионате мира в Южной Корее. На турнире он сыграл в матчах против команд Гвинеи, Англии и Южной Кореи.
8 сентября 2018 году в товарищеском матче против сборной Гватемалы Паласиос дебютировал за сборную Аргентины.
Принял участие на чемпионате мира 2022 года в Катаре, ставшем победным для Аргентины.

## Достижения

### Командные
«Ривер Плейт»
- Обладатель Кубка Аргентины: 2016/17
- Обладатель Суперкубка Аргентины: 2018
- Обладатель Кубка Либертадорес: 2018
- Финалист Кубка Либертадорес: 2019
- Обладатель Рекопы Южной Америки: 2019

«Байер 04»
- Чемпион Германии: 2023/24
- Финалист Лиги Европы УЕФА: 2023/24
- Обладатель Кубка Германии: 2023/24

Сборная Аргентины
- Чемпион мира: 2022
- Обладатель Кубка Америки: 2021, 2024
- Победитель Финалиссимы: 2022